# Tommy Sjödin
Tommy Sjödin (Sundsvall, 13 agosto 1965) è un ex hockeista su ghiaccio svedese.

## Carriera

### Club
Esordì nell'hockey su ghiaccio professionistico giovanissimo, nel 1983, nelle file del Timrå IK, nella 1. Division svedese. Nel 1986 fu ceduto al più quotato Brynäs IF, squadra che segnerà gran parte della sua carriera. In questo suo primo periodo con la squadra di Gävle non riuscì mai ad aggiudicarsi le Elitserien (il massimo campionato svedese), ma è stato nominato miglior giocatore di Svezia nella stagione 1991-92.
Dopo la felice stagione 1992, fu chiamato in NHL dai Minnesota North Stars, che lo avevano scelto già nel 1985 (237º assoluto). Si ritagliò un ruolo da protagonista con 36 punti in 77 incontri, ma la stagione successiva, quando la franchigia fu spostata a Dallas, non trovò più molto spazio (7 incontri), venendo utilizzato perlopiù dal farm team IHL, i Kalamazoo Wings. Il 13 febbraio 1994 fu scambiato con i Quebec Nordiques, con cui giocò 22 incontri.
Nel 1994-95 tornò in Europa. Si accasò dapprima all'HC Lugano, nella Nationalliga A, e con i ticinesi rimase fino a tutta la stagione 1997-98, con l'eccezione di una parentesi in Italia, al termine della 1996-97, con l'Hockey Club Bolzano con cui giocò gli ultimi 6 incontri, decisivi per la vittoria dello scudetto.
Rimase in Svizzera anche nel 1998-99, militando nelle file dell'EHC Kloten, ma nel 1999-2000 tornò al Brynas IF, dove giocò sino al ritiro, avvenuto al termine della stagione 2007-2008. Il 3 febbraio 2007 è diventato il giocatore più anziano di sempre ad aver segnato nelle Elitserien, mettendo a segno il gol del 2-1 contro il Frölunda HC a 41 anni, 5 mesi e 21 giorni. Il record precedente apparteneva a Börje Salming.

### Nazionale
Questo successo personale ne portò poi altri: nel 1992 fece infatti parte con la sua nazionale della spedizione olimpica a Albertville (5º posto finale) e del mondiale chiuso invece al primo posto dopo la vittoriosa finale con la Finlandia. Con la maglia della nazionale ha poi giocato altre tre edizioni del mondiale con un argento (1995, con nomina nell'All Star Team) e un bronzo (1994).

## Palmarès

### Club
- Campionato italiano: 1

Bolzano: 1996-1997

### Nazionale
- Campionato mondiale di hockey su ghiaccio: 1

Cecoslovacchia 1992

### Individuale
- Guldpucken: 1

1992
- Campionato mondiale di hockey su ghiaccio All-Star Team: 1

Svezia 1995
- Elitserien All-Star Game: 1

2000